# Promóció (kémia)

## Promóció és hibridizáció
Promóció: az a folyamat, amely során a vegyértékhéjon lévő párosított elektron energiaközlés hatására, nagyobb energiájú pályákra mennek át (kötés létrehozására képes párosítatlan elektronok alakulnak ki).
Hibridizáció: az a folyamat, amely során a vegyértékhéj atompályái úgy kombinálódnak, hogy az atompályák energiaszintjei azonossá válnak. Az atompályákon egyenletes elektroneloszlás jön létre.

## Kovalens kötés
Az atomok között egy vagy több közös elektronpárral kialakuló kötés kovalens kötés. 
Az itt fellépő jelenségek:
- 1) promóció
- 2) hibridizáció
- 3) alapállapot

## Alapállapot
Alapállapot: Az atom kiindulási (nem gerjesztett) elektron elhelyezkedési állapota.
Az alapállapotból promóció hatására gerjesztett állapotba kerül, a további hibridizáció hatására hibridállapotba fog kerülni az atom.

## Kovalens kötés szimmetriái
A kötéskor molekulák illetve molekulapályák jönnek létre.
Molekulapályák: Kettő vagy több atomhoz tartozó közös elektronok pályája, amelyek az atompályák átfedéséből alakulnak ki. A Pauli-elv molekulapályákra is érvényes (egy molekulapályán legfeljebb két, ellentétes töltésű elektron lehet). 
3 fajta kötési szimmetria ismert:
- a) szigma-( σ) kötés
- b) pí- (π) kötés
- c) többszörös kovalens kötések

A kettős kötéseket két elektronpár hozza létre, az egyik egy σ-pályán, a másik egy π-pályán helyezkedik el. A hármas kötéseket mindig három elektronpár alkotja, amelyek közül az egyik σ-pályán van, a másik kettő π-pályán.

## Datív kötés
Datív (koordinációs) kötés: a kovalens kötés úgy létesül, hogy a kötő elektronpárt csak az egyik atom adja.